# Roberto Maffioletti
Roberto Maffioletti (Roma, 14 aprile 1927 – Roma, 3 settembre 2015) è stato un politico e avvocato italiano.

## Biografia
Avvocato, ha fatto parte della Resistenza durante l'occupazione tedesca a Roma, narrando le vicende dell'occupazione nazista di Roma nel 1943/1944..
Esponente del Partito Socialista Italiano, è stato eletto due volte consigliere comunale di Roma e nel 1964 ha contribuito alla costituzione del Partito Socialista Italiano di Unità Proletaria (PSIUP), di cui è stato segretario della Federazione romana e del Comitato regionale del Lazio. Dopo l'esperienza nel PSIUP, nel 1972 si iscrive al PCI. Venne eletto senatore della Repubblica per cinque legislature dalla VI alla X, restando in carica dal 1972 al 1992.